# Steuben Glass Works
Steuben eller Steuben Glass Works är ett amerikanskt glasbruk, baserat i Corning, delstaten New York, USA. Företaget tillverkar huvudsakligen konstglas. Det grundades 1903 av Fredrick C. Carder och Thomas G. Hawkes. 
Under andra världskriget led företaget brist på råvaror, varför det såldes till Corning Incorporated, ett annat glasbruk. 2008 såldes Steuben av Corning Incorporated till Schottenstein Stores Corp.
Företaget utvecklade ett glas, 10M, som har mycket högt brytningsindex. Detta fick Steuben Glass Works att gå mer i riktning mot modern design.